# Jordi Alumà i Masvidal
Jordi Alumà i Masvidal (Barcelona, 26 de febrer de 1924 - 8 de juny de 2021) fou un pintor català, fill del dibuixant i cartellista Josep Alumà i Sans.

## Biografia
El 1937, durant la Guerra Civil Espanyola entrà a treballar al taller de l'escultor Felipe Coscolla i Plana però deixà l'escultura i va passar a estudiar al taller de pintura del Comissariat de Propaganda de la Generalitat de Catalunya. El 1939 hagué de posar-se a treballar al taller de pintura industrial Casa Vendrell del carrer Casanova de Barcelona. El 1941 ingressà als tallers d'artesania dels Salesians de Sarrià on fou orientat cap a la pintura de retaules pel mestre Petruccio Canzio. Treballà en el taller de l'escultor Manel Martí i Cabrer i amplià la seva formació amb viatges a Itàlia, Països Baixos, França, Estats Units, etc. Les seves primeres obres són de caràcter predominantment religiós i d'estètica medievalitzant.
A la dècada dels seixanta adoptà el figurativisme que el caracteritza i aprofundí en la temàtica esportiva. És autor de diverses suites olímpiques, com la dels Jocs Olímpics d'Estiu 1968 a Mèxic, i la decoració pictòrica del saló presidencial del Comitè Olímpic Internacional, a Lausana el 1988, per encàrrec de Joan Antoni Samaranch. També va fer la decoració mural de l'Arxiu de Comptes, al Palau de la Generalitat el 1975 i la de les oficines del Banc Atlàntic a Nova York (1983).
A mitjans de la dècada dels 70, per encàrrec de la constructora i promotora barcelonina La Llave de Oro, realitzà pintures murals per decorar alguns dels vestíbuls de l'Edificio Olímpo, d'altres s'encarregarà Llucià Navarro, destinat a habitatges d'alt nivell, del Carrer Balmes (413-427) i Carrer Moragas (14-32) de Barcelona. Tot seguint la temàtica de mitologia grega que inspira, amb una divinitat diferent, cada una de les porteries del complex residencial.
S'ha acreditat internacionalment com un dels màxims coneixedors de la tècnica del retaule i n'ha estat professor a l'Escola de Llotja del 1953 al 1989. Ha obtingut nombrosos premis, com els de la Biennal de l'Esport en les Belles Arts (1967), el Ciutat de Barcelona (1978) i l'Ynglada Guillot (1980). El 2000 va rebre la Creu de Sant Jordi.
L'any 2019 l'Ajuntament del Masnou li va atorgar la medalla de la vila del Masnou, municipi on residia des de 1962, quan ell i la seva esposa hi van fixar el seu domicili, i on s'hi poden trobar un bon nombre de les seves creacions.